# Magny-lès-Jussey
Magny-lès-Jussey é uma comuna francesa na região administrativa de Borgonha-Franco-Condado, no departamento de Alto Sona. Estende-se por uma área de 9,31 km². Em 2010 a comuna tinha 104 habitantes (densidade: 11,2 hab./km²).